# 1197-й гаубичный артиллерийский полк
1197-й гаубичный артиллерийский полк он же 1197-й гаубичный артиллерийский полк большой мощности — воинская часть Вооружённых Сил СССР в Великой Отечественной войне.

## История
Полк выделен из состава 168-го гаубичного артиллерийского полка 18 апреля 1942 года на Волховском фронте.
На вооружении полка состояли 203-мм гаубицы.
В действующей армии во время Великой Отечественной войны с 18 апреля 1942 по 20 октября 1942 и с 15 февраля 1943 по 7 июля 1943 года.
С апреля по август 1942 года поддерживает огнём действия 4-й армии, ведёт обстрел Киришского и Грузинского плацдармов, дислоцировался в частности у разъезда «72-й километр» В августе 1942 года передан в состав 8-й армии для участия в Синявинской наступательной операции, ввиду недостаточности средств тяги и малой пропускной способности дорог, к началу операции прибыть не смог.
После операции выведен в резерв, где находится вплоть до середины февраля 1943 года. С 15 февраля 1942 года поддерживает огнём войска 54-й армии в ходе Красноборско-Смердынской операции, а с 19 марта 1942 года войска 8-й армии в ходе Мгинско-Шапкинской операции. После её окончания остаётся в распоряжении 8-й армии.
7 июля 1943 года обращён на формирование 121-й гаубичной артиллерийской бригады.

## Подчинение
| Дата            | Фронт (округ)                                              | Армия      | Корпус | Дивизия | Примечания |
| --------------- | ---------------------------------------------------------- | ---------- | ------ | ------- | ---------- |
| 01.05.1942 года | Ленинградский фронт (Группа войск Волховского направления) | 4-я армия  | -      | -       | -          |
| 01.06.1942 года | Ленинградский фронт (Волховская группа войск)              | 4-я армия  | -      | -       | -          |
| 01.07.1942 года | Волховский фронт                                           | 4-я армия  | -      | -       | -          |
| 01.08.1942 года | Волховский фронт                                           | 4-я армия  | -      | -       | -          |
| 01.09.1942 года | Волховский фронт                                           | 8-я армия  | -      | -       | -          |
| 01.10.1942 года | Волховский фронт                                           | 8-я армия  | -      | -       | -          |
| 01.11.1942 года | Резерв Ставки ВГК                                          | -          | -      | -       | -          |
| 01.12.1942 года | Московский военный округ                                   | -          | -      | -       | -          |
| 01.01.1943 года | Московский военный округ                                   | -          | -      | -       | -          |
| 01.02.1943 года | Московский военный округ                                   | -          | -      | -       | -          |
| 01.03.1943 года | Волховский фронт                                           | 54-я армия | -      | -       | -          |
| 01.04.1943 года | Волховский фронт                                           | 8-я армия  | -      | -       | -          |
| 01.05.1943 года | Волховский фронт                                           | 8-я армия  | -      | -       | -          |
| 01.06.1943 года | Волховский фронт                                           | 8-я армия  | -      | -       | -          |
| 01.07.1943 года | Волховский фронт                                           | 8-я армия  | -      | -       | -          |

## Командиры
- полковник Рожанович, Пётр Михайлович, апрель - ноябрь 1942